# Agrotis perfusa
Agrotis perfusa là một loài bướm đêm trong họ Noctuidae.